# Tibianes
Tibianes (llamada oficialmente San Bernaldo de Tibiás) es una parroquia y un lugar del municipio español de Pereiro de Aguiar, en la provincia de Orense, Galicia.

## Toponimia
La parroquia también es conocida por los nombres de San Bernardo de Tibianes y San Bernardo de Tivianes.

## Organización territorial
La parroquia está formada por cuatro entidades de población, constando dos de ellas en el nomenclátor del Instituto Nacional de Estadística español:
- Caserío (Casarío)
- La Morteira (A Murteira)
- Pelouriño (Pelouriño)
- Tibianes (Tibiás)

## Demografía

### Parroquia
| Gráfica de evolución demográfica de Tibianes (parroquia) entre 2000 y 2023 |
|                                                                            |
| Datos según el nomenclátor publicado por el INE.                           |

### Lugar
| Gráfica de evolución demográfica de Tibianes (lugar) entre 2000 y 2023 |
|                                                                        |
| Datos según el nomenclátor publicado por el INE.                       |